# Lilburn
Lilburn é uma cidade localizada no estado americano de Geórgia, no Condado de Gwinnett.

## Demografia
Segundo o censo americano de 2000, a sua população era de 11.307 habitantes.
Em 2006, foi estimada uma população de 11.542, um aumento de 235 (2.1%).

## Geografia
De acordo com o United States Census Bureau tem uma área de 16,0 km², dos quais 15,9 km² cobertos por terra e 0,1 km² cobertos por água.

## Localidades na vizinhança
O diagrama seguinte representa as localidades num raio de 12 km ao redor de Lilburn.